# Júlia Buisel
Júlia Buisel (Portimão, 1939), é uma actriz, assistente de encenação e realização, anotadora, escritora e realizadora portuguesa. Em 2018 a Academia Portuguesa de Cinema distinguiu-a com o prémio Barbara Virginia pelos seus 50 anos de carreira no cinema português.

## Percurso
Maria Júlia Buisel, nasceu no dia 13 de Março de 1939 na praia da Rocha em Portimão.
Começa a trabalhar em cinema na década de 1960 como actriz onde se destaca em filmes como Pássaro de Asas Cortadas realizado por Artur Ramos e que foi censurado pela PIDE, O Miúdo da Bica do realizador Constantino Esteves, e Uma Hora de Amor de Augusto Fraga.
Para além de trabalhar como actriz desempenha também outras funções ligadas ao cinema nomeadamente como assistente de realização em vários projectos, entre eles  a série televisiva Retalhos da vida de um médico, na qual Artur Ramos adaptou o romance auto-biográfico de Fernando Namora. 
Em 1981 começa a trabalhar com o realizador Manoel de Oliveira e trabalhará com ele até à sua morte em 2015, como anotadora nos seus filmes e também como actriz em alguns deles, nomeadamente em Belle Toujours, Singularidades de uma Rapariga Loura, Vale Abraão, entre outros.

## Filmografia seleccionada
Como realizadora
Estreou-se como realizadora em 2017 com a curta metragem Quantas Vezes Tem Sonhado Comigo 
Seguiu-se em 2020 a curta-metragem Adeus senhor António, uma adaptação cinematográfica de "A Carta da Corcunda para o Serralheiro"  de Fernando Pessoa 
Como assistente de realização
- Retalhos da Vida de um Médico (1980)
- Capitali culturali d'Europa (1983)
- Lisboa Cultural (1983)
- A Tremonha de Cristal de António Campos (1993)
- Oliveira, o Arquitecto de Paulo rocha (1993)

Como anotadora 
- Cerromaior (1980)
- Francisca (1981)
- Lisboa Cultural (1983)
- Os Abismos da Meia-Noite (1984)
- Armando (1984)
- O Sapato de Cetim (1985)
- Simpósio Internacional de Escultura em Pedra - Porto 1985 (1985)
- O Meu Caso (1987)
- Os Canibais (1988)
- Non ou a Vã Glória de Mandar (1990)
- A Divina Comédia (1991)
- O Dia do Desespero (1992)
- Vale Abraão (1993)
- Oliveira, o Arquitecto (1993)
- A Caixa (1994)
- O Convento (1995)
- Party (1996)
- Viagem ao Princípio do Mundo (1997)
- Inquietude (1998)
- A Carta (1999)
- Palavra e Utopia (2000)
- Porto da Minha Infância (2002)
- O Velho do Restelo (2014)
- Visita ou Memórias e Confissões (2015)

Como Actriz
Entre os filmes em que trabalhou como actriz encontram-se:
- Pássaros de Asas Cortadas (1963)
- O Miúdo da Bica (1963)
- Belarmino (1964)
- Uma Hora de Amor (1964)
- A Última Pega (1964)
- Um Campista em Apuros de Herlander Peyroteo (1968) [14]
- Pedro Só (1971)
- Velhos São os Trapos de Monique Rutler (1980) [15]
- A Divina Comédia (1991)
- Vale Abraão (1993)
- A Caixa (1994)
- Inquietude (1998)
- O Princípio da Incerteza (2002)
- Um Filme Falado (2003)
- Belle Toujours (2006)
- Singularidades de uma Rapariga Loira (2009)
- O Velho do Restelo (2014)

## Prémios e Reconhecimento
Em 2019 Júlia Buisel ganhou o prémio Bárbara Virgínia atribuído pela Academia Portuguesa de Cinema.